# Розаріу (мікрорегіон)

Розаріу на карті штату Мараньян

Розаріу (порт. Microrregião de Rosário) — мікрорегіон у Бразилії, входить у штат Мараньян. Складова частина мезорегіону Північ штату Мараньян. Населення становить 140 697 осіб на 2006 рік. Займає площу 6601,955 км². Густота населення — 21,3 ос./км². За даними перепису населення IBGE 2010 року, його населення становить 161 189 мешканців і розділене на вісім муніципалітетів. Більшість населення складають чорношкірі та мулати - 62,0, кабокло (метиси індіанців та білих) - 21,5, білі - 16,4 та корінні жителі - 0,1. За даними перепису 2010 року, в регіоні проживало 149 корінних жителів. Загальна площа регіону становить 6 601,955 км².

## Склад мікрорегіону
До складу мікрорегіону включені наступні муніципалітети:
1. Ашиша
2. Бакабейра
3. Кашуейра-Гранді
4. Ікату
5. Моррус
6. Презіденті-Жуселіну
7. Розаріу
8. Санта-Ріта

| Бразилія | Це незавершена стаття з географії Бразилії. Ви можете допомогти проєкту, виправивши або дописавши її. |